# الزريق
الزُّرَيْق ( (بالمالطية: Iż-Żurrieq)‏ هي مدينة في المنطقة الجنوبية من مالطا. وهي واحدة من أقدم المدن في البلاد، ويبلغ عدد سكانها 11.823 نسمة اعتبارًا من مارس 2014. يرجع تاريخ التوثيق الأول عن كونها أبرشية إلى عام 1436 م المكرسة للقديسة كاترين بالإسكندرية. جزيرة فلفلة هي جزء إداريًا من المدينة. تمتد البلدة من نيجريت إلى آل فار على التوالي في العصور القديمة، كانت المدينة حدودًا مع سيتون. هناك عدد من القرى التي تشكل جزءا من طريق.
الزريق جزء من الدائرة السياسية الخامسة وتصوت للمجلس المحلي كل خمس سنوات. ويتكون المجلس من تسعة أعضاء، أحدهم عمدة البلدة. عمدة الزريق الحالي هي ريتا غريما. كاهن الرعية هو القس كارم ميرسيكا، بمساعدة القس ريمون كسار، القس ديفيد تربيانو والقس كارم كاميليري.

## المدن التوأم - المدن الشقيقة
- آنغرمونده ، ألمانيا
- بورغو ماجيوري، سان مارينو
- Morphou، قبرص

## روابط خارجية
- المجلس الزريق المحلي
- أبرشية الزريق